# Koya Kitagawa
Koya Kitagawa (北川 航也, 26 de juliol de 1996) és un futbolista japonès.

## Selecció del Japó
Va debutar amb la selecció del Japó el 2018. Va disputar 8 partits amb la selecció del Japó.

## Estadístiques
| Selecció del Japó | Selecció del Japó | Selecció del Japó |
| Anys              | Partits           | Gols              |
| ----------------- | ----------------- | ----------------- |
| 2018              | 3                 | 0                 |
| 2019              | 5                 | 0                 |
| Total             | 8                 | 0                 |